# Cervelló
Cervelló település Spanyolországban, Barcelona tartományban. Lakosainak száma 9647 fő (2024).

## Földrajza
Cervelló Torrelles de Llobregat, Vallirana, Subirats, Gelida, Corbera de Llobregat, La Palma de Cervelló és Sant Vicenç dels Horts községekkel határos.

## Népesség
A település lakosságának változását az alábbi diagram mutatja:
| Lakosok száma | 229  | 1424 | 1633 | 1760 | 4440 | 6980 | 8393 | 8811 | 9054 | 9647 |
|               | 1717 | 1887 | 1936 | 1960 | 1986 | 2004 | 2009 | 2014 | 2019 | 2024 |